# ماینر (آلاباما)
ماینر (به انگلیسی: Minor) شهرکی در شهرستان جفرسون ایالت آلاباما است که مساحت آن ۱٫۸۲ کیلومترمربع است و در سرشماری سال ۲۰۱۰ میلادی، ۱٬۰۹۴ نفر جمعیت داشته و تراکم جمعیتی آن، ۶۰۱٫۱ در کیلومترمربع بوده است.